# Dangeul

Dangeul este o comună în departamentul Sarthe, Franța. În 2009 avea o populație de 507 de locuitori.